# Aranyhomlokú aratinga
Az aranyhomlokú aratinga (Eupsittula aurea)  a madarak osztályának papagájalakúak (Psittaciformes) rendjébe és a papagájfélék (Psittacidae) családjába tartozó faj.

## Rendszerezése
A fajt Johann Friedrich Gmelin német természettudós írta le 1788-ban, a Psittacus nembe Psittacus aureus néven. Korábban az Aratinga nembe sorolták Aratinga aurea néven.

## Előfordulása
Dél-Amerikában, Argentína, Brazília, Bolívia, Kolumbia, Paraguay, Peru  és Suriname területén honos. Természetes élőhelyei a szubtrópusi vagy trópusi síkvidéki esőerdők, szavannák és legelők, valamint másodlagos erdők és városi régiók. Állandó, nem vonuló faj.

## Megjelenése
Átlagos testhossza 28 centiméter, testtömege 74-94 gramm.
|  |

## Természetvédelmi helyzete
Az elterjedési területe rendkívül nagy, egyedszáma pedig stabil. A Természetvédelmi Világszövetség Vörös listáján nem fenyegetett fajként szerepel.